# Icon Productions
Icon Productions LLC är ett amerikanskt produktionsbolag som i augusti 1989 grundades av skådespelaren och regissören Mel Gibson.

## Filmer
- 1990 – Hamlet
- 1992 – Evigt ung
- 1992 – Den siste mohikanen
- 1993 – Airborne
- 1993 – Mannen utan ansikte
- 1994 – Maverick
- 1994 – Min odödliga kärlek
- 1995 – Braveheart
- 1995 – On Our Selection
- 1997 – 187
- 1997 – Anna Karenina
- 1997 – FairyTale: A True Story
- 1999 – En idealisk äkta man
- 1999 – Felicia's Journey
- 1999 – Ordinary Decent Criminal
- 1999 – Payback
- 2000 – The Miracle Maker
- 2000 – Vad kvinnor vill ha
- 2002 – We Were Soldiers
- 2003 – The Singing Detective
- 2004 – Paparazzi
- 2004 – The Passion of the Christ
- 2006 – Apocalypto
- 2006 – The Butterfly Effect 2
- 2008 – The Black Balloon
- 2012 – Get the Gringo
- 2020 – A Great and Terrible Beauty

## TV
- The Three Stooges
- Evel Knievel
- Clubhouse
- Complete Savages
- Kevin Hill